# 레거시스
《레거시스》(영어: Legacies)는 미국의 드라마이다. 2018년 10월 25일부터 2022년 6월 16일까지 The CW에서 처음 방송되었다.